# Слоньск (гмина)
Слоньск (пол. Słońsk) — сельская гмина (волость) в Польше, входит как административная единица в Суленцинский повет, Любушское воеводство. Население — 4771 человек (на 2004 год).

## Сельские округа
1. Будзигнев
2. Хартув
3. Глухово
4. Гродзиск
5. Ямно
6. Лемежице
7. Любомежицко
8. Овнице
9. Польне
10. Пшиборув
11. Слоньск

## Соседние гмины
1. Гмина Гужица
2. Костшин-над-Одрой
3. Гмина Кшешице
4. Гмина Осьно-Любуске
5. Гмина Витница